# Aloidendron
Aloidendron Klopper & Gideon F.Sm. – rodzaj roślin należący do rodziny złotogłowowatych (Asphodelaceae), obejmujący siedem gatunków, z których pięć występuje endemicznie w Południowej Afryce, Namibii, Mozambiku i Eswatini, Aloidendron eminens występuje w Somalii, a Aloidendron sabaeum w Jemenie i Arabii Saudyjskiej. 
Nazwa naukowa rodzaju została stworzona poprzez złożenie nazwy rodzaju aloes (Aloe) i greckiego słowa δενδρον (dendron – drzewo) i odnosi się do formy życiowej tych roślin.

## Morfologia
PokrójDychotomicznie rozgałęziające się krzewy i rośliny drzewiaste oraz drewniejące byliny, z korą gładką lub czasami podłużnie popękaną, szarą do żółtawej. Większość gatunków tworzy pokrój drzewiasty, o wysokim pniu i zaokrąglonej koronie. A. barberae osiąga wysokość 18 m.
LiścieLiście skupione w rozety na wierzchołkach odgałęzień, wąskolancetowate do mieczowatych, zwężające się do wierzchołka, o drobno ząbkowanych brzegach, soczyste.
KwiatyKwiaty zebrane w rozgałęzioną wiechę z cylindrycznymi, zwartymi lub półluźnymi gronami. Kwiaty cylindryczne, niekiedy zwężone pośrodku. Listki okwiatu zrośnięte w dolnej połowie do niemal wolnych, żółte, pomarańczowe lub różowe do czerwonych. Pręciki i słupek proste, zwykle długo wyrastające ponad okwiat. Nitki pręcików nagie.
OwoceTorebki.

## Biologia
ZapylenieKwiaty tych roślin są zapylane przez nektarniki, wikłacze, szpakowate i szlarniki.
Cechy fitochemiczneKorzenie zwykle zawierające chryzofanol, asfodelinę i aloechryzon. Wysięk z liści zawiera antrony, nie zawiera flawonoidów.
GenetykaLiczba chromosomów 2n = 14.

## Systematyka
Rodzaj z podrodziny Asphodeloideae z rodziny złotogłowowatych (Asphodelaceae). Przed wyodrębnieniem do osobnego rodzaju rośliny te były zaliczane do rodzaju aloes (Aloe) Sect. Aloidendron.
Wykaz gatunków
- Aloidendron barberae (Dyer) Klopper & Gideon F.Sm.
- Aloidendron dichotomum (Masson) Klopper & Gideon F.Sm.
- Aloidendron eminens (Reynolds & P.R.O.Bally) Klopper & Gideon F.Sm.
- Aloidendron pillansii (L.Guthrie) Klopper & Gideon F.Sm.
- Aloidendron ramosissimum (Pillans) Klopper & Gideon F.Sm.
- Aloidendron sabaeum (Schweinf.) Boatwr. & J.C.Manning
- Aloidendron tongaense (van Jaarsv.) Klopper & Gideon F.Sm.

## Zagrożenie i ochrona
Wszystkie gatunki Aloidendron objęte są Konwencją o międzynarodowym handlu dzikimi zwierzętami i roślinami gatunków zagrożonych wyginięciem (CITES). Handel tymi roślinami jest kontrolowany i ograniczony. Aloidendron pillansii znajduje się w Załączniku I Konwencji, a handel okazami tej rośliny jest dozwolony tylko w wyjątkowych okolicznościach; pozostałe gatunki ujęte są w Załączniku II i handel nimi wymaga pozwolenia.

## Zastosowanie
Rośliny te były stosowane w ogrodnictwie i kształtowaniu krajobrazu, a także jako bariery przeciwpożarowe wokół gospodarstw domowych na obszarach zagrożonych pożarami. Lekkie, włókniste drewno Aloidendron dichotomum było wykorzystywane do budowy małych domów w Namaqualand. Wydrążone gałęzie tego gatunku były również tradycyjnie używane przez Khoisan do produkcji kołczanów na strzały. W północnym KwaZulu-Natal w Południowej Afryce aloesy drzewne zwykle nie są wycinane wraz z resztą lasu, ponieważ uważa się, że chronią one przed złymi duchami i służą jako piorunochron.